# Enispa etrocta
Enispa etrocta là một loài bướm đêm trong họ Noctuidae.